# Haruka Kuroda
Haruka Kuroda (黒田 はるか) es una actriz japonesa residente en Londres, que es ampliamente conocida por realizar la voz de Noodle, la guitarrista japonesa de Gorillaz, la banda de dibujos animados creada por Damon Albarn y Jamie Hewlett. Ella nació en Kioto, Japón.
Realizó toda la voz de Noodle en la fase uno: Ella hizo la charla en vivo de Noodle hasta la fecha, más los coros de Noodle (es una falsa idea popular porque Miho Hatori hizo los coros en el tour de Gorillaz). También es la voz que habla de Noodle en las cintas de Apex, en las entrevistas de radio en directo y en los G-Bites. Nadie ha hablado en vivo 'como Noodle' hasta la fecha.
Kuroda también ha cantado con el grupo de rock de JC Connington, JUNKSTAR, en su track Going Nowhere, también participando en varias producciones de BBC (Jonny Vegas's Ideal series 1,2 3,4,5 & 6 Jonathan Creek, Hiroshima & Brain-Jitsu). Su filmografía incluye Foster, Swinging with the Finkels, I Like London In the Rain & One Minute Past Midnight (la cual ganó como Película corta del año en el año 2005, en el Festival Internacional de Cine de Chicago.
Haruka tuvo un papel constante en el show para niños PXG en 2005, donde conduce junto Kentaro Suyama como la voz de 'Game Girl'.
Ella trabaja extensamente como actriz de voz, como fue en Battalion Wars de Gamecube de 2005 como La Emperatriz del Imperio Solar.
Haruka se formó en la Guildford School of Acting. También es maestra del arte marcial Sanjuro, enseñando regularmente en Londres.